# 巴里坤故城遺址
巴里坤故城遺址是中國新疆巴里坤的清代古城遺址，又称会宁城，与伊犁惠远城、迪化巩宁城、奇台孚远城并称为北疆四大军城。1992年被列為巴里坤縣縣級文物保護單位，1999年被列為新疆第四批自治區級文物保護單位，2019年10月16日被列為第八批國家重點文物保護單位。
巴里坤故城遺址分為漢城和滿城兩部分，城牆為粘土分層夯築建成，總長5788米，城牆高7米，頂寬4米，底寬6米，是新疆最長且保存最完好的清代城牆。清雍正七年（1729年）岳钟琪率西路军2.56万余人进驻巴里坤。雍正九年（1731年）筑汉城，汉城原有城门4座，城墙上有城垛3600个。墙外炮台12座、马面12座，四周挖有护城河。乾隆三十七年（1772年）筑满城，驻旗兵2000余名，满城城墙为长方形，东西长1306米，南北宽501米，墙高7米。城墙四角有角楼，墙外设炮台。